# Интернационални фестивал хармонике „Акордеон арт”
Интернационални фестивал хармонике „Акордеон арт” је културна манифестација Републике Српске која за циљ има популаризацију музичког стваралаштва, са хармоником као главном окосницом фестивала. Акордеон арт, је фестивал међународног карактера који је у великој мјери допринио да Источно Сарајево понесе епитет културног центра источног дијела Републике Српске.

## Историјат
Интернационални фестивал хармонике „Акордеон арт” је први пут одражан 2009. године, као фестивал чији је основни циљ популаризација музичког стваралаштва гдје централо мјесто заузима хармоника, као један од инструмената који је укључен у наставни процес Музичке академије Униврзитета у Источном Сарајеву. Ову музичку манифестацију, већ седам година за редом организују Музичка академија Универзитета у Источном Сарајеву и Асоцијација за његовање академске музике „Нови звук” из Источног Сарајева. Акордеон арт сваке године окупи велики број учесника, како из земаља бивше Југославије и Балканског полуострва, тако и из одређеног броја европских држава, који се публици у Источном Сарајеву представљају током мјесеца јуна сваке године. Међу учесницима се нађе велики број реномираних свјетских солиста на хармоници као и лауреати бројних међународних такмичења, а током посљедњег Акордеон арта учествовали су акордеонисти Владимир Мурза из Украјине, те Сергеј Осекин из Русије.
У организацији интернационалног фестивала хармонике поред Музиче академије и асоцијације „Нови звук” учествују општине Источно Ново Сарајево и Источна Илиџа, као и сам град Источно Сарајево.

## Мјесто одржавања
Интернационални фестивал хармонике „Акордеон арт” одржава се у кабинетима и просторијама Музичке академије у Источном Сарајеву, као и у просторијама Културног центра Источно Ново Сарајево, установе која је постала центар културних дешавања града Источног Сарајева, а поред овог, организује и велики број других културних манифестација.